# Temnostethus gracilis
Temnostethus gracilis är en insektsart som beskrevs av Géza Horváth 1907. Temnostethus gracilis ingår i släktet Temnostethus och familjen näbbskinnbaggar. Arten är reproducerande i Sverige. Inga underarter finns listade i Catalogue of Life.